# San José de Miranda
San José de Miranda è un comune della Colombia facente parte del dipartimento di Santander.
L'abitato venne fondato da Hernán Pérez de Quezada nel 1539.